# 2020 en tennis
| Années du tennis : 2017 - 2018 - 2019 - 2020 - 2021 - 2022 - 2023    |
| Décennies du tennis : 1990 - 2000 - 2010 - 2020 - 2030 - 2040 - 2050 |

Cet article résume les faits marquants de l'année 2020 dans le monde du tennis.

## Résultats

### Tournois du Grand Chelem et Masters
- Open d'Australie (du 20 janvier au 2 février 2020)
- US Open (du 31 août au 13 septembre 2020)
- Tournoi de Roland Garros (du 27 septembre au 11 octobre 2020)
- ATP Finals (du 15 novembre au 22 novembre 2020)

| Tournoi GC       | Simple messieurs | Simple dames | Double messieurs             | Double dames                    | Double mixte                     |
| ---------------- | ---------------- | ------------ | ---------------------------- | ------------------------------- | -------------------------------- |
| Open d'Australie | Novak Djokovic   | Sofia Kenin  | Rajeev Ram Joe Salisbury     | Tímea Babos Kristina Mladenovic | Barbora Krejčíková Nikola Mektić |
| Wimbledon        | non-disputé      | non-disputé  | non-disputé                  | non-disputé                     | non-disputé                      |
| US Open          | Dominic Thiem    | Naomi Osaka  | Mate Pavić Bruno Soares      | Laura Siegemund Vera Zvonareva  | non-disputé                      |
| Roland-Garros    | Rafael Nadal     | Iga Świątek  | Kevin Krawietz Andreas Mies  | Tímea Babos Kristina Mladenovic | non-disputé                      |
| Masters          | Daniil Medvedev  | non-disputé  | Wesley Koolhof Nikola Mektić | non-disputé                     | -                                |

### Épreuves par équipes
- ATP Cup (du 3 janvier 2020 au 12 janvier 2020), remportée par la Serbie
- Coupe Davis (du 6 mars 2020 au 5 décembre 2021)
- Coupe Billie Jean King (du 7 février 2020 au 6 novembre 2021)

### Autres tournois
- Au deuxième échelon, l'ATP Challenger Tour 2020 et le Circuit féminin de l'ITF 2020
- Au troisième échelon, les tournois Future organisés par l'ITF

## Faits marquants

### Janvier
Alors que des feux de brousse font rage dans tout l'est de l'Australie depuis août 2019, dévastant plus de six millions d'hectares, tuant un milliard d'animaux et entrainant des nuages de fumées dans les principales villes de Nouvelle Galles du Sud et du Victoria dont Melbourne, les joueurs et joueuses – par la voix de leurs porte-paroles au sein des conseils des joueurs de tennis de l'ATP et de la WTA, Novak Djokovic et Ashleigh Barty – évoquent au début de l'année 2020 la possibilité de reporter le tournoi, en raison de la qualité de l'air fortement dégradée par la pollution aux microparticules dégagées par les fumées.
- 12 janvier : la Tchèque Karolína Plíšková remporte son seizième titre WTA en disposant de l'Américaine Madison Keys lors du tournoi Premier de Brisbane[2].

- 18 janvier : l'Australienne Ashleigh Barty remporte le tournoi Premier de Adélaïde en disposant de l'Ukrainienne Dayana Yastremska[3]. Chez les messieurs, le Russe Andrey Rublev remporte son 2e tournoi de l'année après l'avoir emporté la semaine précédente à Doha.

### Février
- 1er février : l'Américaine Sofia Kenin s'impose en finale de l'Open d'Australie en battant l'Espagnole Garbiñe Muguruza après deux heures de jeu[4]. Elle remporte ainsi son premier tournoi du Grand Chelem à 21 ans, ce qui fait d'elle la plus jeune joueuse à s'imposer à Melbourne depuis Maria Sharapova en 2008[5],[6]. Victorieuse de son premier titre du Grand Chelem à Melbourne, la jeune Américaine Sofia Kenin (21 ans) intègre le top 8 du classement WTA pour la première fois de sa carrière, occupant la septième place[7].

- 2 février : le Serbe Novak Djokovic remporte son 17e titre du Grand Chelem[8] face à l'Autrichien Dominic Thiem, après un match en cinq sets, de près de quatre heures. Il redevient par la même occasion numéro un mondial aux dépens de Rafael Nadal. En remportant son huitième Open d'Australie, il devient le troisième joueur de l'histoire du tennis avec Roger Federer et Rafael Nadal à avoir au moins huit titres du Grand Chelem dans un même tournoi.

- 16 février : déjà vainqueur en 2019, le Français Gaël Monfils remporte le tournoi ATP 500 de Rotterdam face au Canadien Félix Auger-Aliassime sans perdre le moindre set durant la semaine. Il remporte ainsi son 10e titre ATP, le second d'affilée après sa victoire au tournoi de Montpellier, et se classe 3e à l'ATP Race. A Saint-Pétersbourg, la Néerlandaise Kiki Bertens remporte son 10e titre en disposant de la Kazakhe Elena Rybakina.

- 22 février : à Dubaï, la Roumaine Simona Halep remporte son vingtième titre WTA en battant la Kazakhe Elena Rybakina dont c'est la 2e finale en 2 semaines. Il s'agit de son 2e titre à Dubaï.

- 23 février : le Chilien Cristian Garín remporte le tournoi ATP 500 de Rio de Janeiro en s'imposant face à l'Italien Gianluca Mager, finaliste surprise.

- 28 février : lors du 1er tournoi en catégorie Premier 5 de la saison à Doha, la Biélorusse Aryna Sabalenka remporte son septième titre en disposant de la Tchèque Petra Kvitová.

- 29 février : l'Espagnol Rafael Nadal remporte facilement le  tournoi ATP 500 d'Acapulco, sur terre battue, en battant en finale l'Américain Taylor Fritz. Il s'agit de son 3e titre à Acapulco et de son 85e titre ATP en simple. A Dubaï, sur dur,  le Serbe Novak Djokovic remporte le tournoi en battant en finale le Grec Stéfanos Tsitsipás. Il s'agit de son 79e titre ATP en simple.

### Mars
- 8 mars : victorieuse de l’Open d’Australie début février, l'Américaine Sofia Kenin soulève à 21 ans, lors du tournoi de Lyon, son quatrième trophée à l’occasion d’une épreuve dont c’était la première édition[9].

Du 9 mars au 2 août pour le WTA Tour et du 12 mars au 21 août pour l'ATP Tour, la saison est suspendue en raison de la pandémie de Covid-19

### Août
- 3 août : la saison reprend au tournoi WTA 250 de Palerme. C'est la Française Fiona Ferro qui remporte ce tournoi de reprise.
- 28 août : la Bélarusse Victoria Azarenka remporte le tournoi WTA 1000 de Cincinnati qui, en raison de la pandémie de Covid-19 et de la réorganisation du calendrier, se déroule exceptionnellement au Flushing Meadows-Corona Park à New York, comme l'US Open. Chez les hommes, Novak Djokovic remporte le tournoi en battant en finale le Canadien Milos Raonic. Il s'agit de son 80e titre ATP et de son 35e titre en Masters 1000, égalant ainsi le record de Rafael Nadal.
- 31 août : début de l'US Open. Plusieurs joueurs et joueuses, dont le tenant du titre et numéro 2 mondial Rafael Nadal[11] et la numéro 1 mondiale Ashleigh Barty[12], décident de ne pas participer aux tournois américains pour limiter les risques de contamination. Pour réduire les risques de contamination, le nombre de joueurs est limité. Les tournois de qualification pour le tableau de simple messieurs et simple dames, ainsi que le tournoi de double mixte et les tournois juniors ne sont pas organisés et les tableaux de double messieurs et double dames sont réduits à 32 équipes au lieu de 64[13].

### Septembre
- 6 septembre : lors des huitièmes de finale de l'US Open, le numéro 1 mondial et favori du tournoi Novak Djokovic est disqualifié après avoir envoyé involontairement une balle dans la gorge d'une juge de ligne après un geste d’énervement[14].
- 12 septembre : la Japonaise Naomi Osaka remporte l'US Open[15] en battant en finale la Bélarusse Victoria Azarenka. Elle s'impose pour la seconde fois à l'US Open après son titre en 2018 pour remporter son 3e titre en Grand Chelem et son 6e titre WTA en simple.
- 13 septembre : l'Autrichien Dominic Thiem s'impose en cinq sets face à l'Allemand Alexander Zverev en finale de l'US Open[16] après avoir pourtant perdu les deux premiers sets. Il devient le cinquième joueur de l'ère Open et le premier à l'US Open depuis 1949 à remonter un handicap de deux sets à zéro en finale de Grand Chelem. Il remporte son premier tournoi du Grand Chelem après trois finales perdues et son 17e titre ATP en simple.
- 21 septembre : la Roumaine Simona Halep remporte le tournoi WTA 1000 de Rome en battant en finale la Tchèque Karolína Plíšková sur abandon au second set. Chez les hommes, Novak Djokovic remporte le tournoi en simple en battant en finale l'Argentin Diego Schwartzman qui avait réussi à éliminer Rafael Nadal en quart. Il s'agit de son 81e titre ATP en simple et de son 36e titre en Masters 1000, améliorant le record de titres en Masters 1000 qu'il co-détenait avec Rafael Nadal. Nota: le tournoi de Rome se déroule exceptionnellement à cause de la pandémie de Covid-19 du 14 au 21 septembre.
- 27 septembre : Andrey Rublev remporte le tournoi ATP 500 de Hambourg en battant en finale Stéfanos Tsitsipás. Il s'agit de son 5e titre ATP en simple.
- 27 septembre : les Internationaux de France de tennis 2020 se déroulent du 27 septembre au 11 octobre 2020 au stade Roland-Garros à Paris, une date anormale en raison de la pandémie de Covid-19. Ce tournoi est disputé dans un climat automnal inhabituel et devant un public clairsemé en raison des restrictions sanitaires mais il profite du nouveau court central Philippe-Chatrier désormais doté d'un toit rétractable, ce qui permet notamment de jouer la nuit sous les projecteurs. La compétition de double mixte ainsi que les tournois des légendes sont annulés[17]. Le nombre de spectateurs est également limité à 1 000 par jour[18].

### Octobre
- 6 octobre : la qualifiée argentine Nadia Podoroska, 131e mondiale, bat en quarts de finale de Roland-Garros la tête de série no 4 Elina Svitolina. Elle devient la première joueuse qualifiée à atteindre les demi-finales à Roland-Garros[19].
- 10 octobre : la jeune Polonaise de 19 ans, Iga Świątek, remporte le premier titre de sa carrière à Roland-Garros[20] en s'imposant en finale contre Sofia Kenin. Elle remporte le tournoi en n'ayant perdu aucun set et devient la première joueuse polonaise à remporter un tournoi du Grand Chelem.
- 11 octobre : les numéros 1 et 2 mondiaux Novak Djokovic et Rafael Nadal se qualifient pour la finale de Roland-Garros. Ils s'affrontent pour la 56e fois et la 9e fois en finale d'un tournoi du Grand Chelem. Le tenant du titre Rafael Nadal remporte le tournoi[21] pour la 13e fois en battant Novak Djokovic. Il remporte son 86e titre ATP en simple et son 20e titre du Grand Chelem, égalant le record de Roger Federer. Il signe en prime sa 100e victoire sur les 102 matchs qu'il a disputés à Roland-Garros depuis le début de sa carrière.
- 18 octobre : le Russe Andrey Rublev remporte le tournoi ATP 500 de St-Pétersbourg en battant en finale Borna Ćorić. Il s'agit de son 6e titre ATP en simple.
- 25 octobre : la Bélarusse Aryna Sabalenka bat sa compatriote Victoria Azarenka en finale du tournoi Premier d'Ostrava. Elle remporte son 7e titre en carrière.
- 26 octobre : la 50e édition du Masters de tennis féminin qui devait se tenir la semaine du 26 octobre à Shenzen est annulée[22] en raison de l'impact de la pandémie de Covid-19 en Chine.

### Novembre
- 1er novembre : le Russe Andrey Rublev remporte le tournoi de Vienne en battant en finale l'Italien Lorenzo Sonego. Il s'agit de son 7e titre ATP en simple et son 3e consécutif de la saison en catégorie ATP 500.
- 4 novembre : lors du 2e tour du tournoi Masters 1000 de Paris-Bercy, Rafael Nadal remporte son 1000e match ATP en carrière[23] face à Feliciano López. Il devient le quatrième joueur de l'ère open à atteindre cette barre après Jimmy Connors, Ivan Lendl et Roger Federer.
- 8 novembre : le Russe Daniil Medvedev remporte le tournoi de Paris-Bercy en battant en finale l'Allemand Alexander Zverev. Il s'agit de son 8e titre ATP en simple.
- 15 novembre : la Bélarusse Aryna Sabalenka remporte le dernier tournoi de l'année à Linz en dominant en finale la Belge Elise Mertens. C'est son 8e titre en carrière.
- 22 novembre : Daniil Medvedev remporte son premier Masters[24] en battant en finale l'Autrichien Dominic Thiem qui s'incline pour la seconde année consécutive à ce stade. Le Russe remporte ses 5 matchs, battant notamment les 3 premiers mondiaux, et s'adjuge son 9e titre ATP en simple.

## Décès
- 11 novembre : décès à 75 ans de Faye Urban, joueuse canadienne[25]